# Open Door
Open Door släpptes 2005 och är Bodies Without Organs femte singel  från debutalbumet Prototype  och innehåller sex olika remixversioner. Låten spelades flitigt i radio under 2005, både i balladversion och i discoversion. Open Door tog sig även in på Svensktoppen där den låg i hela 21 veckor.  innan den lämnade listan. 

## Listplaceringar
| Lista (2005) | Position |
| ------------ | -------- |
| Sverige      | 28       |

### Fotnoter
1. ↑  ”Svensk mediedatabas”. http://smdb.kb.se/catalog/id/002020389. Läst 26 maj 2011.
2. ↑  ”Svensk mediedatabas”. http://smdb.kb.se/catalog/id/001434667. Läst 26 maj 2011.
3. ↑  ”Svensktoppen”. 20 november 2005. http://sverigesradio.se/sida/topplista.aspx?programid=2023&date=2005-11-20. Läst 26 maj 2011.
4. ↑  ”Svensktoppen”. 27 november 2005. http://sverigesradio.se/sida/topplista.aspx?programid=2023&date=2005-11-27. Läst 26 maj 2011.
5. ↑  Placeringar på den svenska singellistan